# Soul Deep
A Soul Deep a svéd Roxette harmadik kimásolt kislemeze a Pearls of Passion című debütáló stúdióalbumról. A dal 1987. február 17-én jelent meg, melyet Per Gessle írt, eredetileg svéd nyelven és a "Dansar nerför ditt stup i rekordfart" ("Dancing Down Your Dive in Record Speed") címet viselte, azonban később Gessle angol nyelven írta meg a dalt, miután úgy gondolta, hogy a svéd dalszövegek túl ostobának tűnnek. A kislemezt csak Svédországban, Németországban, és Kanadában jelentették meg, azonban csak a svéd kislemezlistára sikerült felkerülnie, ahol a 18. helyen végzett. A dal későbbi változata a duó 1991-es Joyride című albumán is szerepel.

## Megjelenések
Minden dalt Per Gessle írt.
- 7"  Németország /  Svédország 1362557 ·  Kanada B-73032)[2][3]

1. "Soul Deep" (7" Remix) – 3:52
2. "Pearls of Passion" – 3:33

- 12"  Németország 1362626[4]

1. "Soul Deep" (Extended Mix) – 5:17
2. "Pearls of Passion" – 3:33

- 12"  Svédország PRO-4077 ·  Kanada SPRO-336)[5]

1. "Soul Deep" (Extended Mix) – 5:17
2. "Soul Deep" (7" Remix) – 3:52

## Slágerlista
| Slágerlista (1987)             | Legjobb helyezés |
| ------------------------------ | ---------------- |
| Svédország (Sverigetopplistan) | 18               |

## Közreműködő előadók
- Marie Fredriksson – ének, vokál
- Per Gessle – háttérének, vokál
- Per "Pelle" Alsing – dobok
- Tommy Cassemar – basszusgitár
- Marianne Flynner – háttérének, vokál
- Uno Forsberg – trombita
- Jonas Isacsson – elektromos gitár
- Clarence Öfwerman – billentyűs hangszerek, producer
- "MP" Persson szőnyegek – ütőhangszerek
- Mikael Renlinden – trombita
- Anne-Lie Rydé – háttérének, vokál
- Tomas Sjörgen – trombita
- Alar Suurna – hangmérnök, mixer

## Külső hivatkozások
- A dal videoklipje a YouTubeon[7]